# Флоріс Чорний
Флоріс Чорний (нід. Floris de Zwarte; 1115 — 26 жовтня 1133) — граф Голландії в 1129—1133 роках.

## Життєпис
Походив з династії Герульфінгів. Другий син Флоріса II, графа Голландії, та Гертруди Лотаринзької. Народився близько 1115 року. Після смерті батька 1121 року його старший брат Дірк VI успадкував Голландію. Втім через молодий вік останнього регентшею стала його мати.
У віці 15 років Дірк VI став правити самостійно. Втім Гертруда Лотаринзька вважала Флоріса більш здібним до керування. Опираючись на підтримку матері та західних фризів він повстав проти Дірка IV. Невдовзі отримав визнання графом Голландії з боку короля Лотаря II та Андреаса ван Куейка, єпископа Утрехту.
1131 року Флоріс замирився з братом, які були визнані співграфами. Але Флоріс Чорний невдовзі за підбуренням західнофризької шляхти знову повстав. На його бік перейшла область Кеннемерланд. Лише у серпні 1132 року Лотар II замирив братів, які спільно придушили повстання західних фризів.
Флоріс рушив до Утрехту, де планував пошлюбити Гельвіву ван Роде, родичку утрехтського єпископа. Але неподалік від Утрехту Флоріса було вбито Германом і Готфрідом ван Кіейками. Внаслідок цього Дірк IV став одноосібним графом Голландії.